# Arping
arpingはARP要求を用いてターゲット端末の死活確認を行うソフトウェアである。ファイアウォールでpingが利用できないという場合に役に立つ。ARPはリンク層プロトコルであるため、arpingも基本的には同一ネットワーク内でしか使用できない。但し、Proxy ARP経由で他のネットワーク内に存在する端末の死活確認を行えるケースも存在する。
Linux版はPythonを用いて作成されているが、libpcapおよびlibnetライブラリを用いて移植性を高めたC言語バージョンも存在し、このバージョンではOpenBSD、FreeBSD、Solarisなどでも動作する。
送信元MACアドレスの詐称とプロミスキャス・モードを併用することで、送信元を隠蔽した状態で死活確認を行う機能も設けられている。

## 使用例
```
$ arping 192.168.39.120
ARPING 192.168.39.120 from 192.168.39.1 eth0
Unicast reply from 192.168.39.120 [00:01:80:38:F7:4C]  0.810ms
Unicast reply from 192.168.39.120 [00:01:80:38:F7:4C]  0.607ms
Unicast reply from 192.168.39.120 [00:01:80:38:F7:4C]  0.602ms
Unicast reply from 192.168.39.120 [00:01:80:38:F7:4C]  0.606ms
Sent 4 probes (1 broadcast(s))
Received 4 response(s)
$

```